# سور أم القيوين التاريخي
يمثل سور أم القيوين التاريخي أحد وأهم المواقع الأثرية في إمارة أم القيوين بدولة الإمارات العربية المتحدة، وتمتاز تلك الإمارة بوجود العديد من المواقع

الأثرية بها، وقد تم بناء السور عام 1820م في عهد الشيخ عبد الله بن راشد الأول، والسبب الرئيس حول بناء السور يكمن في الدفاع عن المدينة ضد أية اعتداءات محتملة خاصة من ناحية مدخلها اليابس، فأم القيوين تمثل شبه جزيرة تحيط بها المياه من ثلاثة جوانب، والجانب الرابع ما تم فيه بناء السور، السور الآن يمثل مزاراً سياحياً للعديد من الزائرين سواء من داخل الإمارات أم من خارجها.

## وصف السور[2][3]
- يقع سور أم القيوين بين الخليج العربي من ناحية الشمال حتي خور أم القيوين ناحية الجنوب مغلقاً ممر اليابسة الوحيد في الإمارة التي تمثل شبه جزيرة.
- السور عبارة عن جدار طويل تتخله ثلاثة أبراج بارتفاعات مختلفة.

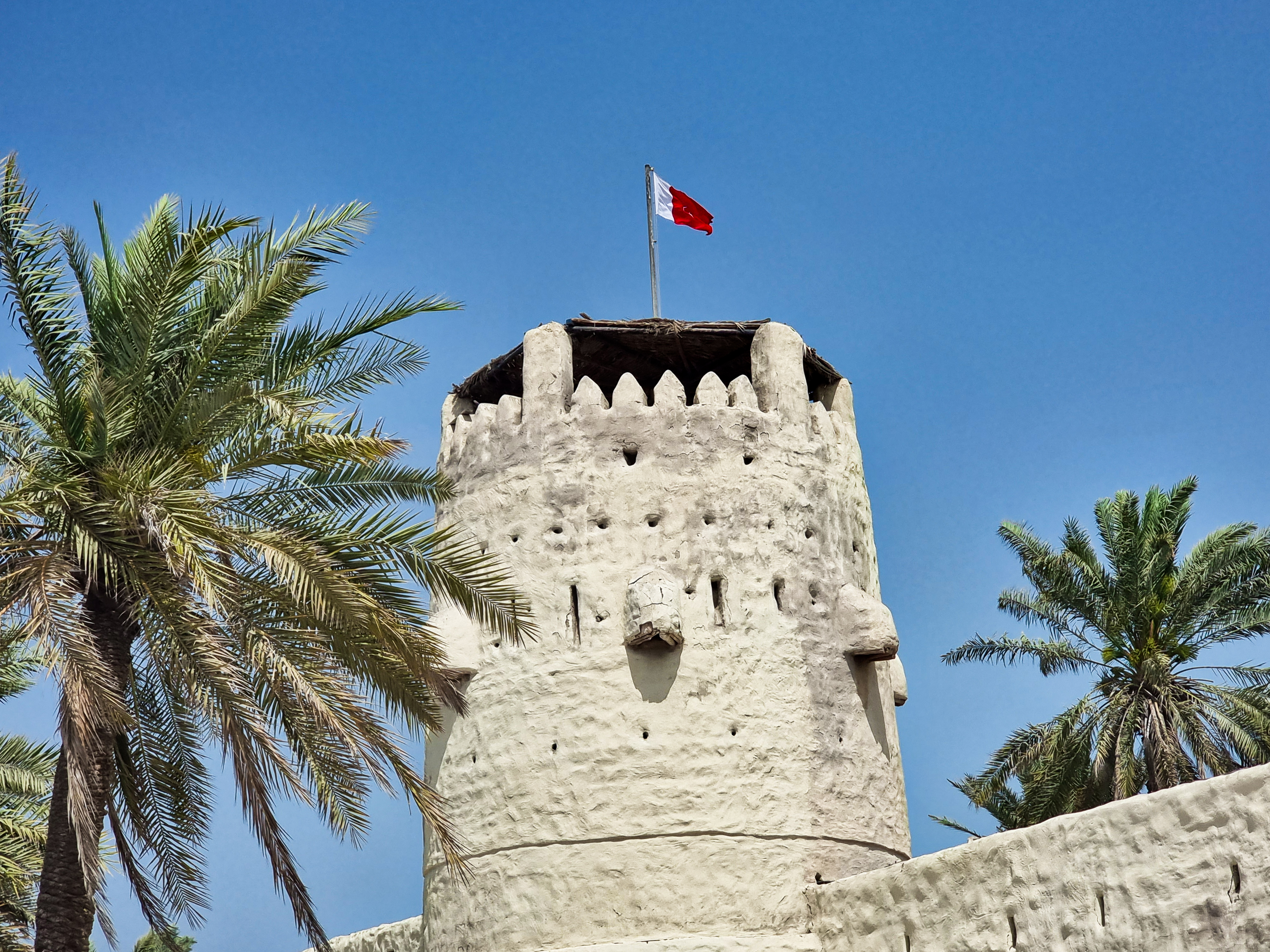

- يبلغ طول السور حوالي 288.5 مترًا، في حين يبلغ ارتفاعه حوالي 2.95 مترًا، له بوابة رئيسة مصنوعة من خشب التيك القوي بمساند حديدية لتكون قوية ومانعة لأية اعتداءات. وهذه البوابة كانت تفتح في الصباح الباكر وتغلق عند غروب الشمس.
- جدار السور يتخلله مزاغل عمودية وأفقية ومربعة كانت تستخدم كمرامي للبنادق في حالات الأعتداء الخارجي. وهذه المزاغل تم تصميمها بشكل هندسي ومقاييس منتظمة.
- الابراج الثلاثة التي تتخلل السور هي علي التوالي : برج الليبواره وبرج معصوم أو البرج الوسطاني، وبرج منصور أو البرج الشمالي ،الأبراج الثلاثة دائرية الشكل، البرج الأول (الليبواره) وتقع بلقرب منه البوابة الرئيسة للسور، وهو بعرض 3.15 مترًا ويقع علي خور أم القيوين مباشرة، عند مدخل المدينة المؤدي إلى حصن أل علي ( متحف أم القيوين) وله ثلاث شرفات مغطاه بالدعون وخشب المندا وفي الشرفة العليا للبرج توجد مزاغل عمودية وأفقية والبرج بطول 7.32مترًا وقاعدة البرج أوسع من رأسه.
أم البرج الثاني والذي يسمي بالبرج الوسطاني أو المعصوم فهو أكبر الأبراج الثلاثة أرتفاعاً اذ يبلغ طوله حوالي 11.75 مترًا، أما البرج الثالث فهو برج منصور أو البرج الشمالي ويبلغ ارتفاعه حوالي 10.56 مترًا.
والغرض من بناء هذه الأبراج داخل السور لشد جدار السور من جهة ومن جهة أخرى تستخدم كمراصد لما هو خارج السور.
- جدار السور والأبراج الثلاثة كلها مبنية من الحجارة البحرية المرجانية بسمك 50 سم بالإضافة إلى مادة الجص لربط هذه الحجارة بعضها ببعض
- تم ترميم السور وإعادة افتتاحه في 2006م.
- الجزء من السور الذي يمتد من برج الليبواره إلى برج المعصوم مازال باقياً علي حاله ويتوسطه باب بدعامتين بالإضافة إلى وجود المطبة أو الداكة التي كانت تستخدم لجلوس الحرس والداخلين إلى المدينة.